# British Racing Partnership
British Racing Partnership (BRP) fue un equipo de carreras y más tarde un constructor del Reino Unido. Fue fundada por Alfred Moss y Ken Gregory (padre y ex gerente de Stirling Moss, respectivamente) en 1957 para conseguir un coche para éste, cuando no tenía contrato con otras escuderías, además de dar lugar a otras jóvenes promesas.

## Historia

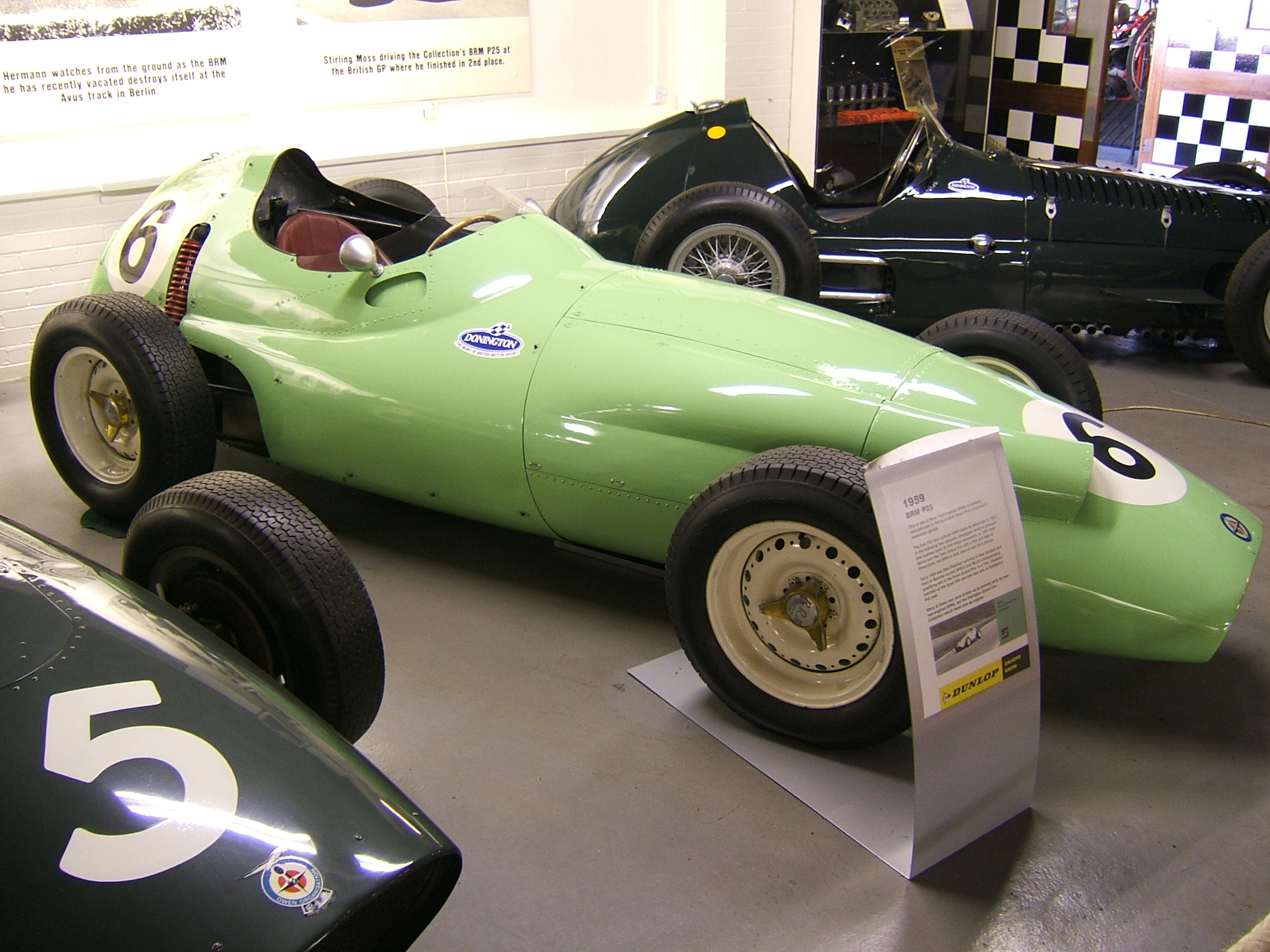
El BRP BRM P25 con el que Stirling Moss condujo hasta el segundo puesto en el Gran Premio de Gran Bretaña de 1959, el mejor resultado de BRP.

BRP usaba un coche de Fórmula 2 Cooper - Borgward, aunque en algunas carreras participó también con un coche de Fórmula 1 BRM en 1959, este último fue destruido en un accidente en el circuito urbano de Avus. BRP fue el primer equipo de Fórmula 1 en vender toda la identidad del equipo a cambio de ingresos por patrocinio; fueron patrocinados por la empresa de compra a plazos Yeoman Credit Ltd. desde agosto de 1959 y se convirtieron en Yeoman Credit Racing para la temporada 1960 . BRP recibió una suma de 40.000 libras esterlinas sólo para comprar su equipo más 20.000 libras esterlinas al año para operar el equipo. El equipo corrió con coches Cooper tanto en la Fórmula 1 como en la Fórmula 2 durante 1960, con un gran éxito. Durante este tiempo, dos de los pilotos del equipo fallecieron mientras corrían con sus coches, y la gerencia de Yeoman Credit se preocupó de que el equipo generara mala publicidad de la empresa debido a estas desgracias. El acuerdo de Yeoman Credit pasó a Reg Parnell Racing a finales de año, y durante las temporadas 1961 y 1962, BRP pasó a llamarse UDT Laystall Racing, como parte de un nuevo acuerdo de patrocinio similar. El UDT venía por la empresa United Dominions Trust, que entre varias participaciones era propietaria de Laystall Engineering, el principal proveedor de cigüeñales para las industrias británica de automoción y aviación.

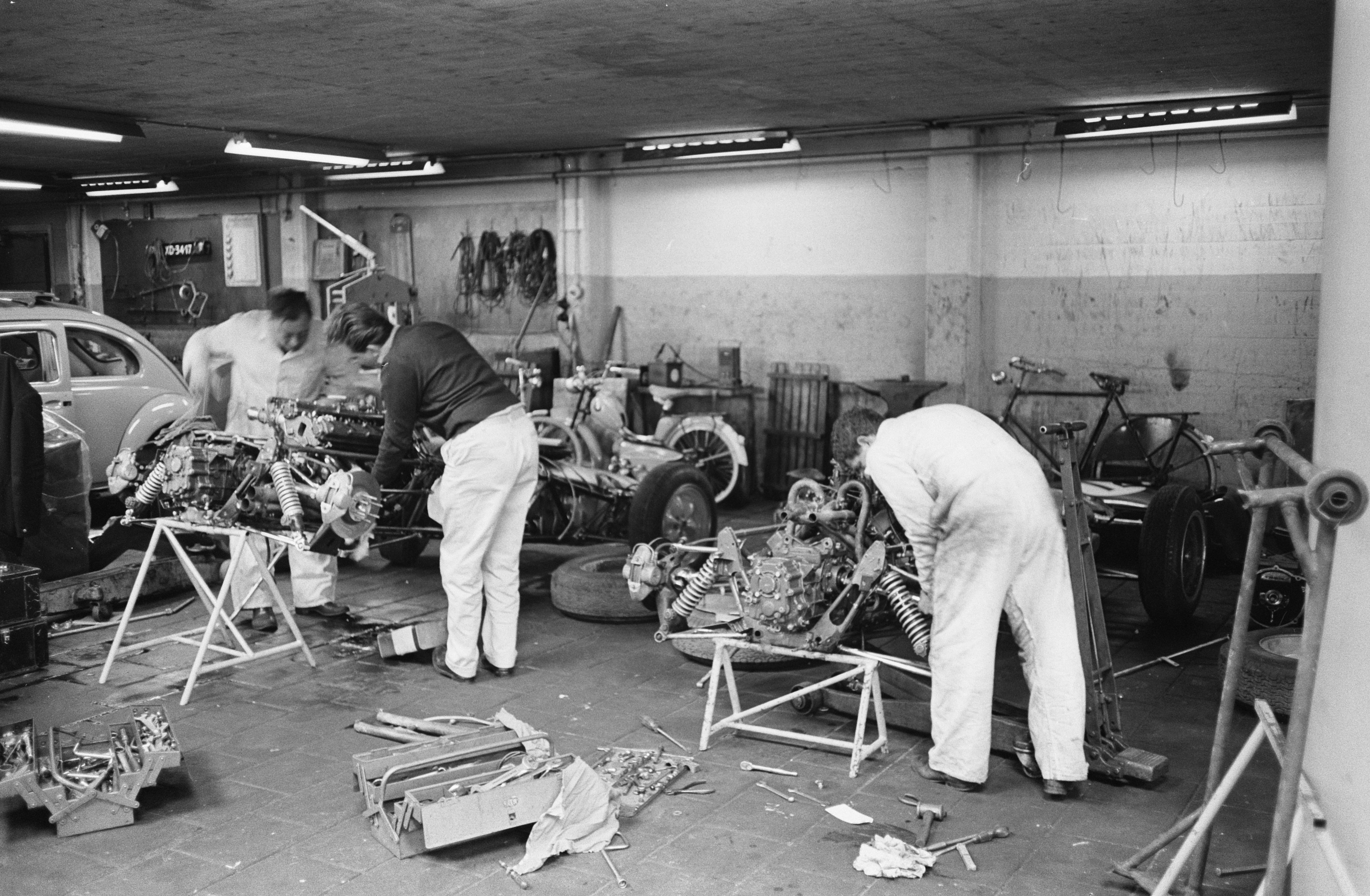
Mecánicos trabajan en los coches del equipo UDT Laystall antes del Gran Premio de los Países Bajos de 1962

Para la temporada de 1963, el equipo volvió a su nombre original y se convirtió en un verdadero constructor; habían estado utilizando Lotus 24 y Cooper T51 durante las temporadas anteriores y habían intentado adquirir el Lotus 25 monocasco más moderno sin éxito. Esto provocó que el diseñador jefe, Tony Robinson, diseñara su propio automóvil, muy similar al Lotus 25, pero con una carrocería más gruesa y con un BRM V8 en lugar del motor Coventry Climax del Lotus 25. Este automóvil se conoce como BRP-BRM y fue conducido por Innes Ireland y Trevor Taylor.
Como constructor, BRP participó en 13 rondas de Grandes Premios, sumando un total de 11 puntos en el campeonato. Después de 1964 el equipo se vio obligado a retirarse de la F1 cuando a BRP se le negó la membresía en la Asociación de Constructores de Fórmula 1, lo que los privó del dinero inicial, que entonces era un factor importante en los ingresos de un equipo. En cambio, BRP fue contratada por el padrastro de Masten Gregory, George Bryant, para construir dos autos para las 500 Millas de Indianápolis de 1965, pero tuvo poco éxito.

## Resultados

### Fórmula 1

#### Como privado
(clave)
| Año  | Equipo                     | Chasis               | Motor                                | Neu. | Pilotos            | 1   | 2   | 3   | 4   | 5   | 6   | 7   | 8   | 9   | 10  | 11  |
| ---- | -------------------------- | -------------------- | ------------------------------------ | ---- | ------------------ | --- | --- | --- | --- | --- | --- | --- | --- | --- | --- | --- |
| 1958 |                            |                      |                                      |      |                    | ARG | MON | NED | 500 | BEL | FRA | GBR | GER | POR | ITA | MOR |
| 1958 | British Racing Partnership | Cooper T45           | Climax FPF 1.5 L4                    | D    | Tom Bridger        |     |     |     |     |     |     |     |     |     |     | Ret |
| 1959 |                            |                      |                                      |      |                    | MON | 500 | NED | FRA | GBR | GER | POR | ITA | USA |     |     |
| 1959 | British Racing Partnership | Cooper T51           | Climax FPF 1.5 L4                    | D    | Ivor Bueb          | DNQ |     |     |     |     |     |     |     |     |     |     |
| 1959 | British Racing Partnership | Cooper T51           | Borgward 1500 RS 1.5 L4              | D    | Ivor Bueb          |     |     |     |     | 13  |     |     |     |     |     |     |
| 1959 | British Racing Partnership | Cooper T51           | Borgward 1500 RS 1.5 L4              | D    | Chris Bristow      |     |     |     |     | 10  |     |     |     |     |     |     |
| 1959 | British Racing Partnership | BRM P25              | BRM P25 2.5 L4                       | D    | Stirling Moss      |     |     |     | DSQ | 2   |     |     |     |     |     |     |
| 1959 | British Racing Partnership | BRM P25              | BRM P25 2.5 L4                       | D    | Hans Herrmann      |     |     |     |     |     | Ret |     |     |     |     |     |
| 1960 |                            |                      |                                      |      |                    | ARG | MON | 500 | NED | BEL | FRA | GBR | POR | ITA | USA |     |
| 1960 | Yeoman Credit Racing Team  | Cooper T51           | Climax Straight-4                    | D    | Chris Bristow      |     | Ret |     | Ret | Ret |     |     |     |     |     |     |
| 1960 | Yeoman Credit Racing Team  | Cooper T51           | Climax Straight-4                    | D    | Tony Brooks        |     | 4   |     | Ret | Ret |     | 5   | 5   |     | Ret |     |
| 1960 | Yeoman Credit Racing Team  | Cooper T51           | Climax Straight-4                    | D    | Henry Taylor       |     |     |     | 7   |     | 4   | 8   | DNS |     | 14  |     |
| 1960 | Yeoman Credit Racing Team  | Cooper T51           | Climax Straight-4                    | D    | Olivier Gendebien  |     |     |     |     | 3   | 2   | 9   | 7   |     | 12  |     |
| 1960 | Yeoman Credit Racing Team  | Cooper T51           | Climax Straight-4                    | D    | Bruce Halford      |     |     |     |     |     | 8   |     |     |     |     |     |
| 1960 | Yeoman Credit Racing Team  | Cooper T51           | Climax Straight-4                    | D    | Phil Hill          |     |     |     |     |     |     |     |     |     | 6   |     |
| 1961 |                            |                      |                                      |      |                    | MON | NED | BEL | FRA | GBR | GER | ITA | USA |     |     |     |
| 1961 | UDT Laystall Racing Team   | Lotus 18 Lotus 18/21 | Climax FPF 1.5 L4                    | D    | Cliff Allison      | 8   |     | DNS |     |     |     |     |     |     |     |     |
| 1961 | UDT Laystall Racing Team   | Lotus 18 Lotus 18/21 | Climax FPF 1.5 L4                    |      | Henry Taylor       | DNQ |     | DNP | 10  | Ret |     | 11  |     |     |     |     |
| 1961 | UDT Laystall Racing Team   | Lotus 18 Lotus 18/21 | Climax FPF 1.5 L4                    |      | Lucien Bianchi     |     |     |     | Ret | Ret |     |     |     |     |     |     |
| 1961 | UDT Laystall Racing Team   | Lotus 18 Lotus 18/21 | Climax FPF 1.5 L4                    |      | Juan Manuel Bordeu |     |     |     | DNS |     |     |     |     |     |     |     |
| 1961 | UDT Laystall Racing Team   | Lotus 18 Lotus 18/21 | Climax FPF 1.5 L4                    |      | Masten Gregory     |     |     |     |     |     |     | Ret | Ret |     |     |     |
| 1962 |                            |                      |                                      |      |                    | NED | MON | BEL | FRA | GBR | GER | ITA | USA | RSA |     |     |
| 1962 | UDT Laystall Racing Team   | Lotus 24 Lotus 18/21 | Climax FWMV 1.5 V8 Climax FPF 1.5 L4 | D    | Innes Ireland      | Ret | Ret | Ret | Ret | 16  |     | Ret | 8   | 5   |     |     |
| 1962 | UDT Laystall Racing Team   | Lotus 24 Lotus 18/21 | Climax FWMV 1.5 V8 Climax FPF 1.5 L4 | D    | Masten Gregory     | Ret |     |     |     | 7   |     |     |     |     |     |     |
| 1962 | UDT Laystall Racing Team   | Lotus 24             | BRM P56 1.5 V8                       | D    | Masten Gregory     |     | DNQ | WD  | Ret |     |     | 12  | 6   |     |     |     |
| 1963 |                            |                      |                                      |      |                    | MON | BEL | NED | FRA | GBR | GER | ITA | USA | MEX | RSA |     |
| 1963 | British Racing Partnership | Lotus 24             | BRM P56 1.5 V8                       | D    | Jim Hall           | Ret | Ret | 8   | 11  | 6   | 5   | 8   | 10  | 8   |     |     |
| 1963 | British Racing Partnership | Lotus 24             | BRM P56 1.5 V8                       | D    | Innes Ireland      | Ret |     |     |     |     | Ret |     |     |     |     |     |
| 1964 |                            |                      |                                      |      |                    | MON | NED | BEL | FRA | GBR | GER | AUT | ITA | USA | MEX |     |
| 1964 | British Racing Partnership | Lotus 24             | BRM P56 1.5 V8                       | D    | Innes Ireland      | DNS |     |     |     |     |     |     |     |     |     |     |
| 1964 | British Racing Partnership | Lotus 24             | BRM P56 1.5 V8                       | D    | Trevor Taylor      |     |     |     |     | Ret |     |     |     |     |     |     |

#### Como constructor
(clave)
| Año  | Equipo                     | Chasis  | Motor          | Neu. | Pilotos       | 1   | 2   | 3   | 4   | 5   | 6   | 7   | 8   | 9   | 10  | Puntos | Pos. |
| ---- | -------------------------- | ------- | -------------- | ---- | ------------- | --- | --- | --- | --- | --- | --- | --- | --- | --- | --- | ------ | ---- |
| 1963 | British Racing Partnership | Mk1     | BRM P56 1.5 V8 | D    |               | MON | BEL | NED | FRA | GBR | GER | ITA | USA | MEX | RSA | 6      | 6.º  |
| 1963 | British Racing Partnership | Mk1     | BRM P56 1.5 V8 | D    | Innes Ireland |     | Ret | 4   | 7   | Ret |     | 4   |     |     |     | 6      | 6.º  |
| 1964 | British Racing Partnership | Mk1 Mk2 | BRM P56 1.5 V8 | D    |               | MON | NED | BEL | FRA | GBR | GER | AUT | ITA | USA | MEX | 5      | 7.º  |
| 1964 | British Racing Partnership | Mk1 Mk2 | BRM P56 1.5 V8 | D    | Innes Ireland |     |     | 10  | Ret | 10  |     | 5   | 5   | Ret | 12  | 5      | 7.º  |
| 1964 | British Racing Partnership | Mk1 Mk2 | BRM P56 1.5 V8 | D    | Trevor Taylor | Ret |     | 7   | Ret |     |     | Ret | DNQ | 6   | Ret | 5      | 7.º  |

#### Fuera del campeonato
| Año  | Equipo                     | Chasis      | Motores                 | Pilotos             | 1       | 2       | 3        | 4       | 5       | 6       | 7       | 8     | 9     | 10     | 11      | 12      | 13      | 14      | 15  | 16    | 17    | 18    | 19      | 20      | 21      |
| ---- | -------------------------- | ----------- | ----------------------- | ------------------- | ------- | ------- | -------- | ------- | ------- | ------- | ------- | ----- | ----- | ------ | ------- | ------- | ------- | ------- | --- | ----- | ----- | ----- | ------- | ------- | ------- |
| 1958 | British Racing Partnership | Cooper T45  | Climax L4               | Tom Bridger         | BUE     | GLV Ret | SYR      | AIN     | INT     | CAE     |         |       |       |        |         |         |         |         |     |       |       |       |         |         |         |
| 1958 | British Racing Partnership | Cooper T45  | Climax L4               | Stuart Lewis-Evans  | BUE     | GLV     | SYR      | AIN 5   | INT 7   |         |         |       |       |        |         |         |         |         |     |       |       |       |         |         |         |
| 1958 | British Racing Partnership | Cooper T43  | Climax L4               | Stuart Lewis-Evans  |         |         |          |         |         | CAE 5   |         |       |       |        |         |         |         |         |     |       |       |       |         |         |         |
| 1959 | British Racing Partnership | Cooper T51  | Borgward 1500 RS 1.5 L4 | Ivor Bueb           | BUE     | GLV     | AIN Ret  | INT 8   | OUL     | SIL     |         |       |       |        |         |         |         |         |     |       |       |       |         |         |         |
| 1959 | British Racing Partnership | Cooper T51  | Borgward 1500 RS 1.5 L4 | George Wicken       | BUE     | GLV     | AIN 8    | INT     | OUL     | SIL     |         |       |       |        |         |         |         |         |     |       |       |       |         |         |         |
| 1959 | British Racing Partnership | Cooper T51  | Borgward 1500 RS 1.5 L4 | Chris Bristow       |         |         |          |         |         | SIL 5   |         |       |       |        |         |         |         |         |     |       |       |       |         |         |         |
| 1959 | British Racing Partnership | Cooper T51  | Climax L4               | Chris Bristow       | BUE     | GLV     | AIN      | INT     | OUL 3   |         |         |       |       |        |         |         |         |         |     |       |       |       |         |         |         |
| 1960 | Yeoman Credit Racing Team  | Cooper T51  | Climax L4               | Harry Schell        | BUE 5   | GLV Ret | INT DNS† | SIL     | LOM     | OUL     |         |       |       |        |         |         |         |         |     |       |       |       |         |         |         |
| 1960 | Yeoman Credit Racing Team  | Cooper T51  | Climax L4               | Chris Bristow       | BUE     | GLV 3   | INT DNS  | SIL     | LOM     | OUL     |         |       |       |        |         |         |         |         |     |       |       |       |         |         |         |
| 1960 | Yeoman Credit Racing Team  | Cooper T51  | Climax L4               | Henry Taylor        | BUE     | GLV     | INT      | SIL 5   | LOM Ret | OUL 7   |         |       |       |        |         |         |         |         |     |       |       |       |         |         |         |
| 1960 | Yeoman Credit Racing Team  | Cooper T51  | Climax L4               | Dan Gurney          | BUE     | GLV     | INT      | SIL 7   | LOM     | OUL     |         |       |       |        |         |         |         |         |     |       |       |       |         |         |         |
| 1960 | Yeoman Credit Racing Team  | Cooper T51  | Climax L4               | Bruce Halford       | BUE     | GLV     | INT      | SIL 8   | LOM     | OUL 8   |         |       |       |        |         |         |         |         |     |       |       |       |         |         |         |
| 1960 | Yeoman Credit Racing Team  | Cooper T51  | Climax L4               | Tony Brooks         | BUE     | GLV     | INT      | SIL Ret | LOM     | OUL     |         |       |       |        |         |         |         |         |     |       |       |       |         |         |         |
| 1960 | Yeoman Credit Racing Team  | Cooper T51  | Climax L4               | Denis Hulme         | BUE     | GLV     | INT      | SIL     | LOM 5   | OUL     |         |       |       |        |         |         |         |         |     |       |       |       |         |         |         |
| 1961 | UDT-Laystall Racing Team   | Lotus 18/21 | Climax FPF 1.5 L4       | Cliff Allison       | LOM 2   | GLV 8   | PAU      | BRX 5   | VIE     | AIN 15  | SYR WD  | NAP   | LON 8 | SIL WD | SOL     | KAN     | DAN     | MOD     | FLG | OUL   | LEW   | VAL   | RAN     | NAT     | RSA     |
| 1961 | UDT-Laystall Racing Team   | Lotus 18/21 | Climax FPF 1.5 L4       | Henry Taylor        | LOM 4   | GLV 6   | PAU      | BRX Ret | VIE     | AIN Ret | SYR WD  | NAP   | LON 2 | SIL 8  | SOL     | KAN     | DAN 4   | MOD Ret | FLG | OUL 8 | LEW   | VAL   | RAN     | NAT     | RSA     |
| 1961 | UDT-Laystall Racing Team   | Lotus 18/21 | Climax FPF 1.5 L4       | Stirling Moss       | LOM     | GLV     | PAU      | BRX     | VIE     | AIN     | SYR     | NAP   | LON   | SIL 1  | SOL Ret | KAN 1   | DAN 1   | MOD     | FLG | OUL   | LEW   | VAL   | RAN     | NAT 2   | RSA 2   |
| 1961 | UDT-Laystall Racing Team   | Lotus 18/21 | Climax FPF 1.5 L4       | Jo Bonnier          | LOM     | GLV     | PAU      | BRX     | VIE     | AIN     | SYR     | NAP   | LON   | SIL 11 | SOL     | KAN     | DAN     | MOD     | FLG | OUL   | LEW   | VAL   | RAN     | NAT     | RSA     |
| 1961 | UDT-Laystall Racing Team   | Lotus 18/21 | Climax FPF 1.5 L4       | Carl Hammarlund     | LOM     | GLV     | PAU      | BRX     | VIE     | AIN     | SYR     | NAP   | LON   | SIL    | SOL     | KAN Ret | DAN     | MOD     | FLG | OUL   | LEW   | VAL   | RAN     | NAT     | RSA     |
| 1961 | UDT-Laystall Racing Team   | Lotus 18/21 | Climax FPF 1.5 L4       | Masten Gregory      | LOM     | GLV     | PAU      | BRX     | VIE     | AIN     | SYR     | NAP   | LON   | SIL    | SOL     | KAN     | DAN Ret | MOD NC  | FLG | OUL 5 | LEW   | VAL   | RAN Ret | NAT Ret | RSA Ret |
| 1962 | UDT-Laystall Racing Team   | Lotus 18/21 | Climax FPF 1.5 L4       | Masten Gregory      | CAP 4   | BRX Ret | LOM Ret  | LAV     | GLV 5   | PAU     | AIN Ret |       |       | MAL 5  | CLP     |         |         |         |     |       |       |       |         |         |         |
| 1962 | UDT-Laystall Racing Team   | Lotus 24    | Climax FWMV 1.5 V8      | Masten Gregory      |         |         |          |         |         |         |         | INT 8 | NAP   |        |         |         |         |         |     |       |       |       |         |         |         |
| 1962 | UDT-Laystall Racing Team   | Lotus 24    | BRM P56 1.5 V8          | Masten Gregory      |         |         |          |         |         |         |         |       |       |        |         | RMS Ret | SOL DNA | KAN 1   | MED | DAN 2 | OUL 6 | MEX 5 | RAN     | NAT     |         |
| 1962 | UDT-Laystall Racing Team   | Lotus 18/21 | Climax V8               | Innes Ireland       | CAP     | BRX 3   | LOM Ret  | LAV     | GLV 3   | PAU     | AIN Ret |       |       |        |         |         |         |         |     |       |       |       |         |         |         |
| 1962 | UDT-Laystall Racing Team   | Ferrari 156 | Climax V8               | Innes Ireland       |         |         |          |         |         |         |         | INT 4 |       |        |         |         |         |         |     |       |       |       |         |         |         |
| 1962 | UDT-Laystall Racing Team   | Lotus 24    | Climax V8               | Innes Ireland       |         |         |          |         |         |         |         |       | NAP   | MAL    | CLP 1   | RMS 3   | SOL DNA | KAN 4   | MED | DAN 3 | OUL   | MEX 3 | RAN Ret | NAT     |         |
| 1962 | UDT-Laystall Racing Team   | Lotus 18/21 | Climax V8               | Stirling Moss       | CAP     | BRX     | LOM 7    | LAV     | GLV Ret | PAU     | AIN     | INT   | NAP   | MAL    | CLP     | RMS     | SOL     | KAN     | MED | DAN   | OUL   | MEX   | RAN     | NAT     |         |
| 1963 | British Racing Partnership | Lotus 24    | BRM V8                  | Innes Ireland       | LOM 3   | GLV 1   | PAU      | IMO     | SYR     | AIN 2   | INT 4   | ROM   |       | KAN    | MED     | AUT     | OUL 13  | RAN     |     |       |       |       |         |         |         |
| 1963 | British Racing Partnership | BRP Mk1     | BRM V8                  | Innes Ireland       |         |         |          |         |         |         |         |       | SOL 3 |        |         |         |         |         |     |       |       |       |         |         |         |
| 1963 | British Racing Partnership | Lotus 24    | BRM V8                  | Jim Hall            | LOM 6   | GLV 4   | PAU      | IMO     | SYR     | AIN Ret | INT Ret | ROM   | SOL 6 | KAN    | MED     | AUT     | OUL     | RAN     |     |       |       |       |         |         |         |
| 1963 | British Racing Partnership | Lotus 24    | BRM V8                  | Mike Beckwith       | LOM     | GLV     | PAU      | IMO     | SYR     | AIN     | INT     | ROM   | SOL   | KAN    | MED     | AUT     | OUL Ret | RAN     |     |       |       |       |         |         |         |
| 1964 | British Racing Partnership | BRP Mk1     | BRM V8                  | Innes Ireland       | DMT 1   | NWT Ret | SYR      | AIN Ret | INT 12  | SOL Ret | MED 3   | RAN   |       |        |         |         |         |         |     |       |       |       |         |         |         |
| 1964 | British Racing Partnership | BRP Mk1     | BRM V8                  | Trevor Taylor       |         |         |          | AIN Ret | INT Ret | SOL     | MED Ret | RAN   |       |        |         |         |         |         |     |       |       |       |         |         |         |
| 1964 | British Racing Partnership | Lotus 24    | BRM V8                  | Trevor Taylor       | DMT Ret | NWT 3   | SYR      |         |         | SOL 6   |         |       |       |        |         |         |         |         |     |       |       |       |         |         |         |
| 1966 | Stirling Moss Racing Team  | BRP Mk2     | BRM V8                  | Richie Ginther      | RSA Ret | SYR     | INT      | OUL     |         |         |         |       |       |        |         |         |         |         |     |       |       |       |         |         |         |
| 1966 | John Willment Automobiles  | BRP         | Climax V8               | John Campbell-Jones | RSA     | SYR     | INT      | DSQ     |         |         |         |       |       |        |         |         |         |         |     |       |       |       |         |         |         |